# Diego Antonio González Morales
Diego Antonio González Morales (San Miguel el Alto, Jalisco, México; 2 de julio de 1995) es un futbolista mexicano. Juega como mediocampista y su equipo actualmente es Reboceros de La Piedad en la Serie A de México.

## Trayectoria
Diego Antonio González Morales inició su carrera en 2013, al formar parte de las fuerzas básicas del Atlético Morelia en la categoría Sub-17, después de un breve paso por el equipo de Limoneros de Apatzingán, llegó a las filas del Atlas en categoría de tercera división donde lleva un proceso de formación hasta el 2016 para luego pasar al equipo de Cafetaleros de Tapachula en la división de Ascenso.
Terminando su proceso en Cafetaleros de Tapachula, regresa a la filial del Atlas en la división Premier (actualmente Serie A de México). Siguiendo su trayectoria llega a los Alacranes de Durango para 2017 (teniendo un ciclo de 6 meses en los Ocelotes de la Universidad Autónoma de Chiapas) hasta la temporada 2019-2020 (la cual fue suspendida debido a los casos de SARS-CoV-2 en México).
Para la temporada 2020-2021 llega a los Reboceros de La Piedad en la misma Serie A de México, donde se vuelve un referente del ataque y consigue 9 goles en una temporada, colocándose en la tabla de goleadores del Club.

## Clubes
| Club                     | País   | Año               |
| ------------------------ | ------ | ----------------- |
| Atlético Morelia Sub-17  | México | 2013 - 2013       |
| Atlas Fútbol Club        | México | 2014 - 2015       |
| Cafetaleros de Tapachula | México | 2016 - 2016       |
| Alacranes de Durango     | México | 2017 - 2020       |
| Reboceros de La Piedad   | México | 2020 - Actualidad |

- Datos: Q106821904